# Dopiewo (gemeente)
De gemeente Dopiewo is een landgemeente in het Poolse woiwodschap Groot-Polen, in powiat Poznański.
De zetel van de gemeente is in Dopiewo.

## Oppervlakte gegevens
In 2002 bedroeg de totale oppervlakte van gemeente Dopiewo 108,1 km², waarvan:
- agrarisch gebied: 71%
- bossen: 15,9%
- wateroppervlakte: 1,8%

## Plaatsen
Dopiewiec, Dopiewo, Dąbrowa, Dąbrówka, Drwęca, Fiałkowo, Glinki, Gołuski, Joanka, Konarzewo, Lisówki, Palędzie, Pokrzywnica, Podłoziny, Skórzewo, Trzcielin, Więckowice, Zakrzewo, Zborowo, Żarnowiec.